# Pero inconstans
Pero inconstans är en fjärilsart som beskrevs av Butler 1881. Pero inconstans ingår i släktet Pero och familjen mätare. Inga underarter finns listade i Catalogue of Life.